# Jack Dolph
Pour les articles homonymes, voir Dolph.
Jack Dolph, pseudonyme de John Mather Dolph, né le 11 août 1895, à Portland, en Oregon, et mort le 2 octobre 1962 à San Diego, en Californie, est un producteur de radio et un écrivain américain, auteur de roman policier.

## Biographie
Entraîneur et éleveur de chevaux de courses, John Mather Dolph est producteur de radio dans les années 1930, après avoir été brièvement acteur.
De 1948 à 1953, il signe, sous le pseudonyme de Jack Dolph, cinq romans policiers, dont deux ont été traduits en France.
À partir des années 1950, il est scripteur pour la télévision américaine.

## Œuvre

### Romans policiers
- Murder Is Mutual (1948) Publié en français sous le titre D'un réveillon à l'autre, Paris, Librairie des Champs-Élysées, coll. « Le Masque » no 462, 1954 ; réédition, Paris, Librairie des Champs-Élysées, coll. « Club des Masques » no 109, 1970
- Odds on Murder (1948) Publié en français sous le titre Ça ne valait pas le coup, Paris, Morgan, coll. « Série rouge » no 39, 1950
- Murder Makes the Mare Go (1950)
- Hot Tip (1952)
- Dead Angel (1953)

## Sources
- Jacques Baudou et Jean-Jacques Schleret, Le Vrai Visage du Masque, vol. 1, Paris, Futuropolis, 1984, 476 p. (OCLC 311506692), p. 165.